# 장원원 (아티스틱스위밍 선수)

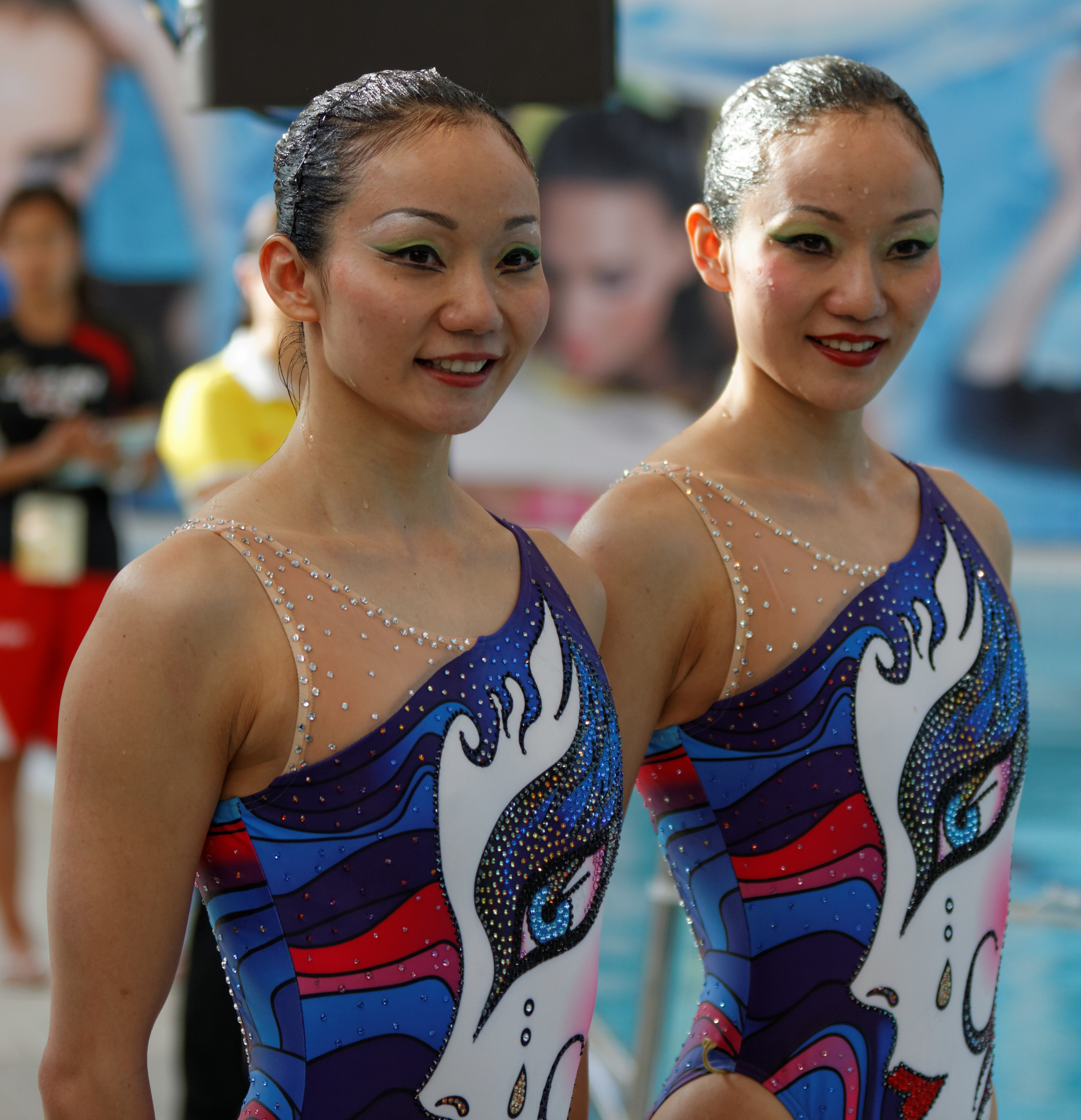
장팅팅과 장원원

장원원(중국어 간체자: 蒋文文; 정체자: 蔣文文; 병음: JiĎng Wénwén, 1986년 9월 25일 ~ , 쓰촨성 청두 출생)은 중국의 아티스틱스위밍 선수이다.
2008년 올림픽에서 쌍둥이 자매인 장팅팅과 함께 듀엣 종목과 팀 종목에 출전했다. 2012년 올림픽 단체전에도 출전했다.